# Neroth
Nerother é um município da Alemanha localizado no distrito de Vulkaneifel, estado da Renânia-Palatinado.
Pertence ao Verbandsgemeinde de Gerolstein.

## História
Em 1388, Neroth tem sua primeira menção em um documento. Neroth surgiu de vários pequenos centros, chamados Niederroth, Hundswinkel e Oberroth. O nome com terminação —roth se refere ao corte de madeira para fazendas e tem raízes no século XII ou perto. Como uma vila Imperial com cavaleiros, o Eleitor de Trier era o senhor feudal. Com a conquista de Trier em 1794, os franceses tomaram posse da administração.
Desde 1744, livros de Igreja mencionam, além dos residentes locais, Famílias errantes – os Jenische. Eles eram mascates e no inverno se fixavam em Neroth. Eles se distinguiam das famílias camponesas com seus casamentos intra-familiares  e por sua própria língua, Jenisch.
Pouco se sabe dos franceses estabelecdiso em Neroth. Mesmo hoje, vários sobrenomes franceses são encontrados em Neroth, como Leclaire, Jaquemod e Brackonier.
Em 1780, Neroth tinha 215 Morgen (pouco mais de 70 acres) de terra cultivada e cerca da mesma extensão em prados, pastagens e florestas. Eram cultivados grãos, batatas e aveia. Porém, o clima e a alta elevação não favoreciam a agricultura, e apesar do trabalho duro, cultivos costumavam não vingar. A maioria da população dependia de batatas, pão e alguns vegetais. No começo do século XIX, a situação econômica de Neroth se tornou crítica, apesar de os camponeses terem tentado suprir suas necessidades com trabalho árduo e redução de consumo.
No fim, Theodor Kläs, nascido em Neroth em 1802, mostrou a seus companheiros de vila uma saída. Ele havia viajado, e em suas aventuras aprendeu a trabalhar com utensílios de madeira e arame. Ele ensinou às pessoas a usarem fios trançados, e começaram a fazer, em sua maioria, ratoeiras e armadilhas, que foram vendidas por toda a região. Este foi o começo de uma indústria de artefatos de arame que se manteve durante anos seguintes à Segunda Guerra Mundial
Outra coisa pela qual Neroth é conhecida é por seu movimento jovem Nerother Wandervogel. Foi fundado na véspera de Ano Novo de 1919 e primeiro dia de 1920 nos antigos moinhos, pelos irmãos Robert e Karl Oelbermann. É conhecido por suas bravura na resistência ao regime nazista durante a Segunda Guerra Mundial.